# Альт, Рейо
Рейо Альт (Алт; эст. Reio Alt; 29 июля 1985, Курессааре) — эстонский футболист, нападающий и защитник.

## Биография
Воспитанник клуба «Курессааре». С 2001 года играл на взрослом уровне за его фарм-клуб — «Сёрве» в низших лигах чемпионата Эстонии. 18 июня 2003 года дебютировал в основной команде «Курессааре» в матче высшего дивизиона против «ТФМК», заменив на 62-й минуте Каарела Берга, а всего в первом сезоне провёл два матча в чемпионате. В дальнейшем продолжал играть за «Курессааре» в первой лиге. В 2007 году, когда клуб вернулся в высшую лигу, футболист сыграл в его составе 20 матчей и забил один гол — отличился 13 ноября 2007 года в игре с «Флорой».
В мае 2008 года покинул «Курессааре» и приостановил профессиональную карьеру. В дальнейшем играл за «Аамераас» (Курессааре) в низших лигах по футболу и в соревнованиях по футзалу (мини-футболу). Также участвовал в любительском чемпионате Эстонии по хоккею в составе «HK Volume Design». В 2014 году, когда «Курессааре» в очередной раз вылетел из высшего дивизиона, футболист вернулся в клуб и провёл ещё несколько сезонов в качестве основного игрока. В 2016 году стал победителем Эсилийги Б (третий дивизион). После возвращения «Курессааре» в высший дивизион в 2018 году завершил карьеру.
Всего в составе «Курессааре» сыграл 131 матч и забил 9 голов во всех лигах чемпионата Эстонии, из них 22 матча и один гол — в высшем дивизионе.